# Caudatella jacobi
Caudatella jacobi is een haft uit de familie Ephemerellidae. De wetenschappelijke naam van de soort is voor het eerst geldig gepubliceerd in 1939 door McDunnough.
De soort komt voor in het Nearctisch gebied.